# Aksel Kankaanranta
Aksel Kankaanranta (28 de enero de 1998, Turku, Finlandia) es un cantante finlandés.

## Biografía
Aksel Kankaanranta creció en Turku, en el seno de una familia de músicos. Cuando tenía seis años, comenzó a tomar clases de violín, pero cambió a bajo y guitarra en su adolescencia.
Kankaanranta saltó a la fama en 2017 con su participación en la sexta edición del programa de talentos The Voice of Finland, donde llegó a la final, terminando en segunda posición. Al año siguiente, colaboró con el rapero Pyhimys en el sencillo Jättiläinen, que alcanzó la cima de las listas de éxitos finlandesas y acabó ganando premios por la canción del año y por la canción más transmitida en Emma-gaala de 2019.
El 7 de marzo de 2020, el cantante participó en Uuden Musiikin Kilpailu, la competición de canciones finlandesas utilizada como preselección nacional de Eurovisión, con su primer sencillo en solitario, Looking Back. Finalmente, ganó la votación del jurado y quedó en segundo lugar del televoto, pero la suma de los puntos le dio la victoria, convirtiéndolo en el representante finlandés en el Festival de Eurovisión 2020, celebrado en Róterdam, Países Bajos. Sin embargo, el festival fue cancelado debido a la pandemia de COVID-19.

## Discografía

### Sencillos
- 2020 - Looking Back

#### Colaboraciones
- 2018 - Jättiläinen (Pyhimys feat. Aksel Kankaanranta)